# Жужелка
Жуже́лка — деревня в городском округе Семёновский Нижегородской области России.

## География
Деревня находится на расстоянии 2 км к юго-востоку от города Семёнов, административного центра округа, и 62 км к северо-востоку от города Нижний Новгород, административного центра области.

### Часовой пояс
Деревня Жужелка, как и вся Нижегородская область, находится в часовой зоне МСК (московское время). Смещение применяемого времени относительно UTC составляет +3:00.

## Население
| 2002 | 2010 |
| ---- | ---- |
| 28   | ↗32  |

## Улицы
В деревне имеются две улицы: Дачная и Полевая.